# 12845 Crick
12845 Crick è un asteroide della fascia principale. Scoperto nel 1997, presenta un'orbita caratterizzata da un semiasse maggiore pari a 2,7953844 UA e da un'eccentricità di 0,0203421, inclinata di 2,97348° rispetto all'eclittica.